# Painel dos Cavaleiros (Painéis de São Vicente de Fora)

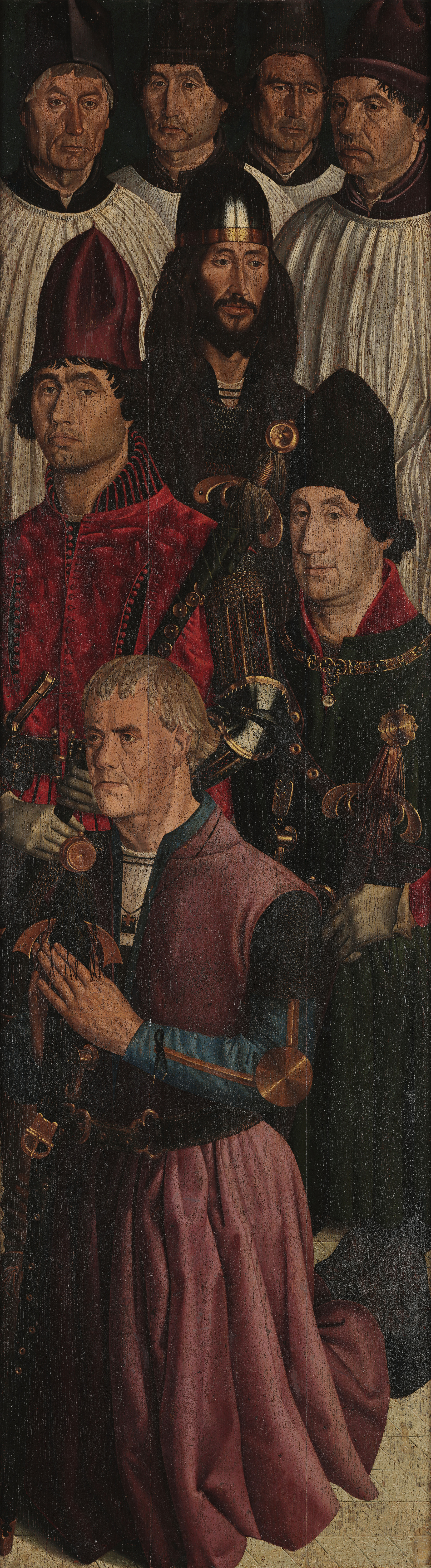
O Painel dos Cavaleiros, no políptico de S. Vicente, que se pensa representar os quatro filhos mais novos de D. João I.

O Painel dos Cavaleiros (Políptico de São Vicente de Fora) é o quinto painel (a contar da esquerda), e representa quatro imagens de branco no fundo, e quatro cavaleiros coloridos na frente. Cada cavaleiro é representado com uma cor diferente, e possui símbolos identificativos que permitem suspeitar da sua identidade. Suspeita-se que representam os quatro filhos mais novos d'El-Rei D. João I.
Na interpretação da Veneração ao Infante Santo e aos seus companheiros de martírio, este painel é o primeiro “I. O Desastre de Tânger (1437)”. Representa os comandantes da expedição, sendo a partir da frente: Infante D. Henrique (identificado pelo cinto da Ordem da Jarreteira e pela cruz da Ordem de Cristo); D. Fernando (futuro 2º duque de Bragança, identificado pelo colar de responsável da justiça); Infante D. João (identificado pela espada e cor vermelha da Ordem de Santiago); Infante D. Fernando (identificado pela barba e pelo reflexo da janela do cativeiro) (youtube Novos Painéis de S. Vicente livro).

## O Cavaleiro Negro
De capacete mouro, longa barba e cabelos, e face emagrecida, pensa-se que represente o Infante D. Fernando, o Infante Santo, falecido em Fez, após se oferecer por refém em troca do seu irmão, o Infante D. Henrique, na derrota militar de Tânger. O reflexo no seu capacete assemelha-se, ora a uma janela moura, ora à letra "M" floreada como na ponta da cruz de Aviz, ordem militar de que era Mestre.

## O Cavaleiro Vermelho
De espada cruzada no peito, símbolo da Ordem de Santiago, está o mestre da dita ordem, o Infante D. João, apaixonado defensor da causa de Aviz nas revoltas populares que levaram à proclamação do seu irmão, o Infante D. Pedro, como regente na menoridade do Rei D. Afonso V, contra as pretensões da Casa de Bragança. Faleceria antes da Alfarrobeira.

## O Cavaleiro Verde
De cinto cruzado no peito, símbolo da Ordem da Jarreteira, está o Infante D. Pedro das "quatro partidas". O verde de que veste aparece também em outras imagens doutros paineis, nomeadamente na imagem da sua filha Rainha, casada com D. Afonso V, e do seu neto, o futuro D. João II. Abaixo do cinto da Jarreteira, está um símbolo ligado à Casa de Bragança, um sinete (talvez um martelo?, uma roldana?), mostrando ser superior à dita Casa adversária da de Aviz nas pretensões ao trono.

## Cavaleiro Roxo
O cavaleiro de roxo, ajoelhado na frente, destoa dos demais por ser o único sem cobertura nem luvas; o pomo da sua espada está torto, o cinto que trás ao peito (Ordem da Jarreteira) está desapertado e os furos desalinhados; um misterioso símbolo (um martelo? uma roldana?) que se pensa estar associado à Casa de Bragança, aparece sobre o cinto, subalternizando-o à Casa de Bragança. Os cabelos brancos denunciam a sua idade avançada (era o único vivo à altura da pintura dos paineis) e a descrição coincide com a do Infante D. Henrique, Infante de Sagres e Duque de Viseu.